# Michael Patrick Driscoll

Bischofswappen von Michael Patrick Driscoll

Michael Patrick Driscoll (* 8. August 1939 in Long Beach, Kalifornien; † 24. Oktober 2017 in Boise, Idaho) war ein US-amerikanischer Geistlicher und römisch-katholischer Bischof von Boise City.

## Leben
Der Erzbischof von Los Angeles, James Francis Aloysius Kardinal McIntyre, weihte ihn am 1. Mai 1965 zum Priester.
Papst Johannes Paul II. ernannte ihn am 19. Dezember 1989 zum Weihbischof in Orange in California und Titularbischof von Maxita. Die Bischofsweihe spendete ihm der Bischof von Orange in California, Norman Francis McFarland, am 6. März des nächsten Jahres; Mitkonsekratoren waren Thomas Joseph Connolly, Bischof von Baker, und John Steinbock, Bischof von Santa Rosa in California.
Am 18. Januar 1999 wurde er durch Johannes Paul II. zum Bischof von Boise City ernannt und am 17. März desselben Jahres in das Amt eingeführt.
Papst Franziskus nahm am 4. November 2014 seinen altersbedingten Rücktritt an.